# Schiller Park
Schiller Park é uma aldeia localizada no estado americano de Illinois, no Condado de Cook.

## Demografia
Segundo o Censo dos Estados Unidos de 2020, a sua população era de 11 709 habitantes.

## Geografia
De acordo com o United States Census Bureau tem uma área de 2,77 milha quadradas (7,2 km2), dos quais 7,2 km² cobertos por terra e 0,0 km² cobertos por água.

## Localidades na vizinhança
O diagrama seguinte representa as localidades num raio de 8 km ao redor de Schiller Park.